# 樋爪氏の墓
樋爪氏の墓（ひづめしのはか）は、栃木県宇都宮市大通り五丁目にある五輪塔。樋爪氏のうちの誰の墓であるかは、3つの説があり不明確である。一説に樋爪季衡の墓とされ、季衡が故郷へ逃げ帰ろうとして首をはねられたという悲話が現代に伝わっている。

## 墓をめぐる諸説
宇都宮市教育委員会が現地に設置した案内板によると、文治5年（1189年）に源頼朝が宇都宮二荒山神社に奥州藤原氏の討伐を祈願し、その成就の礼に人身御供として献上された樋爪俊衡と弟の樋爪季衡の墓であるとされる。案内板の元になったと見られる記述が『吾妻鏡』にあり、次のように書かれている。
| 「 | 源頼朝は藤原泰衡を討つべく鎌倉を発ち、奥州へ向かった。文治5年7月25日（ユリウス暦：1189年9月7日）に下野国古多橋駅（宇都宮）に到着すると、まず宇都宮明神（宇都宮二荒山神社）へ参拝し、戦勝を祈願するとともに、首尾よく勝利した暁には生虜（生贄）に1人を神職として奉る、と誓った。討伐を成し遂げた頼朝は、同年10月19日（ユリウス暦：11月28日）に宇都宮明神へ再び詣で、荘園の寄進と、生贄として樋爪太郎俊衡の一族を神職として奉った。 | 」 |

『吾妻鏡』の9月15日（ユリウス暦：10月26日）の条を見ると、樋爪太郎俊衡と五郎季衡がこの日に降伏したが、俊衡は60歳を過ぎた白髪の老体であったため、頼朝は八田知家に身柄を預け、本所を安堵したとある。この記述を信じると、俊衡が宇都宮へ連行され、樋爪氏の墓に眠っているとは考えられない。
別の説では、樋爪季衡と息子の樋爪経衡（つねひら）の墓とする。1892年（明治25年）の『二荒山神社年表紀事略』に「季衡と経衡の墓が上河原橋の西南にある」旨が記されており、根拠になっている。宇都宮二荒山神社の社報「明神さま」では、季衡と経衡が神社に捧げられ、季衡が神人になったと伝えられると記し、こちらを第1の説、俊衡と季衡の墓を第2の説としている。さらに別の説では、樋爪俊衡と弟の秀衡の墓とする。

## 伝説
宇都宮市教育委員会による現地案内板には、悲話が伝えられているとの説明があるが、「悲話」の内容を記していない。宇都宮に伝わる悲話とは、次のようなものである。
| 「 | 樋爪季衡は、故郷への恋しさ故、逃げ帰ろうとしたが、上河原で追手に捕まり首をはねられた。季衡の首は上河原へ、胴体は今泉に葬られ、殺害地点は「樋爪坂」と呼ばれるようになった。町の人々は季衡の死を哀れみ、息子の経衡と一緒に墓碑を建て、冥福を祈った。 | 」 |

また、悲話に関連して、次のような伝説も残る。柏村祐司は、日本各地に伝わる「首を切られた者の霊が怨霊化して各地へ飛んだ」という首塚伝説の一種であると説明した。
| 「 | 樋爪季衡の首は上河原ではねられ、田川対岸の博労町（現・駅前通り一丁目と今泉一丁目）まで飛んだ。その首を祀ったところを首塚稲荷という。墓の周りに植えられたナンテンの葉を取ると、盲目になる。 | 」 |

以上の伝説は、季衡が敗者であったことや、「生虜」という言葉の印象から、季衡を哀れんだ人々が史実に尾ひれを付ける過程で成立したものと思われる、と柏村祐司は解説した。

## 保護・交流活動
樋爪氏の墓は宇都宮市の史跡に指定されている。地域住民は「樋爪氏の墓愛護会」を結成し、保存・愛護活動を行っている。
1965年（昭和40年）春に、岩手県紫波郡紫波町から3人の調査員が樋爪氏の史料を調査するために宇都宮市へやって来た。（樋爪氏の故地が紫波町日詰〔ひづめ〕であり、同地には五郎沼や樋爪館跡などがある。）調査員らは栃木県立図書館での文献調査を行い、子孫が住む町を目指す道中で、偶然出会った宇都宮市民から紫波町の人が書いた樋爪氏に関する手書きの原稿を見せてもらった。翌日は樋爪氏の墓を見学した。
2010年（平成22年）には塙静夫が、紫波町出身で宇都宮市在住の男性との縁で紫波町の樋爪氏関係地を訪問した。ここで見た五郎沼に植わっていたハスは、中尊寺金色堂の調査時に藤原泰衡の首桶から見つかった種子を発芽させ、株分けしたもので、首桶から種子を持ち帰り最初に発芽させたのは、宇都宮市在住の恵泉女学園園芸短期大学（現・恵泉女学園大学）教授であった。塙に紫波町を紹介した宇都宮市在住の男性は、富士重工業（現・SUBARU）宇都宮製作所の元技術者で、紫波町の人を宇都宮市や河内郡上三川町に案内したこともある。

## 墓とその周辺

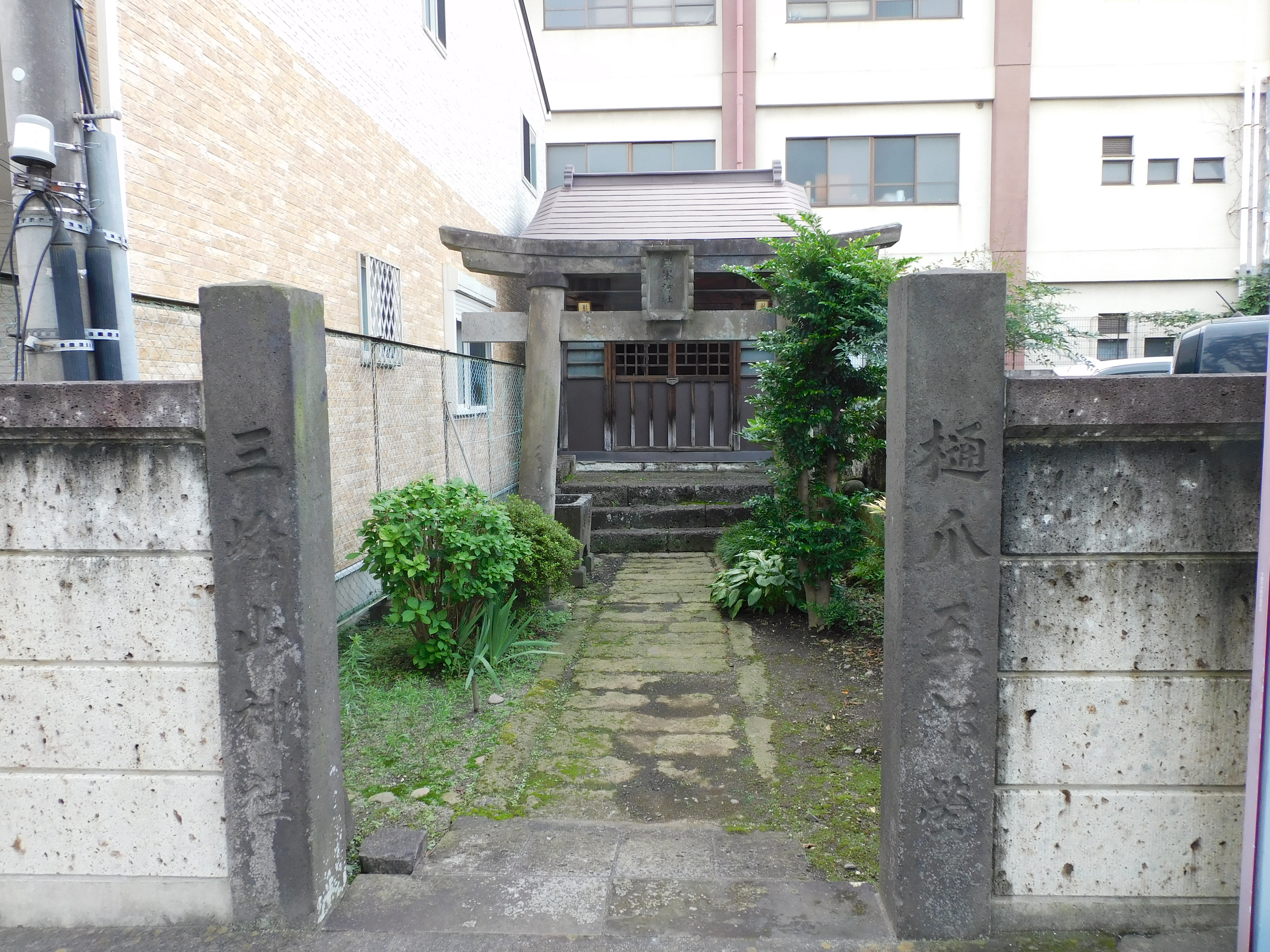
三峰山神社

樋爪氏の墓は宇都宮市大通り五丁目3番2号の三峰山神社（みつみねさんじんじゃ）の社殿の中にある。社頭の門柱には、社名と「樋爪五郎墓」の文字が刻まれており、社殿の中に樋爪氏の墓と伝承される2基の五輪塔が納められている。五輪塔は空輪（宝珠）、火輪（笠石）など上部を欠いている。三峰山神社は、江戸時代に宇都宮城下の人々から火除けの神として信仰を集めていた。
最寄りのバス停は、市内循環バス（きぶな号）の妙正寺前バス停である。大通り上のバス停を利用する場合は上河原バス停で下車し、付近の上河原交差点から北東方向に伸びる上河原通りへ入り、200 mほど進むと、左手に三峰山神社がある。
樋爪氏の墓はJR宇都宮駅の近くにあり、周辺には旧篠原家住宅、興禅寺、清巌寺、妙正寺などの文化財がある。